# Erik Sundin (tidningsman)
Erik Reinhold Sundin, född 28 februari 1867 i Örebro, död 11 januari 1946 i Stockholm, var en svensk tidningsman.
Efter studier i hemstaden flyttade Sundin till Uppsala 1885 och avlade filosofie kandidatexamen vid Uppsala universitet 1887. Därefter följde ett års studieresor, i bland annat England, Frankrike och Tyskland. Sundin inledde sin yrkeskarriär som journalist i Nya Dagligt Allehanda 1889–1894, först som volontär och sedan som redaktionssekreterare, men blev dess politiske ledarskribent efter att ha blivit filosofie doktor vid nämnda universitet 1896, med avhandlingen Om svensk konungs rätt att upplösa riksdag. År 1899 flyttade han över till Norrköpings Tidningar, där Sundin var huvudredaktör i drygt tre decennier, fram till sin pensionering 1931. 
Efter den 1 oktober 1934 var han stadigvarande bosatt i Stockholm, men han behöll ett sommarhus i Krokek vid Bråvikens strand. Sundin var ordförande för Svenska Högerpressens förening 1919–1923. Han utnämndes till riddare av Nordstjärneorden 1929. Sundin är begravd på Matteus begravningsplats i Norrköping.